# Pamela Mountbatten

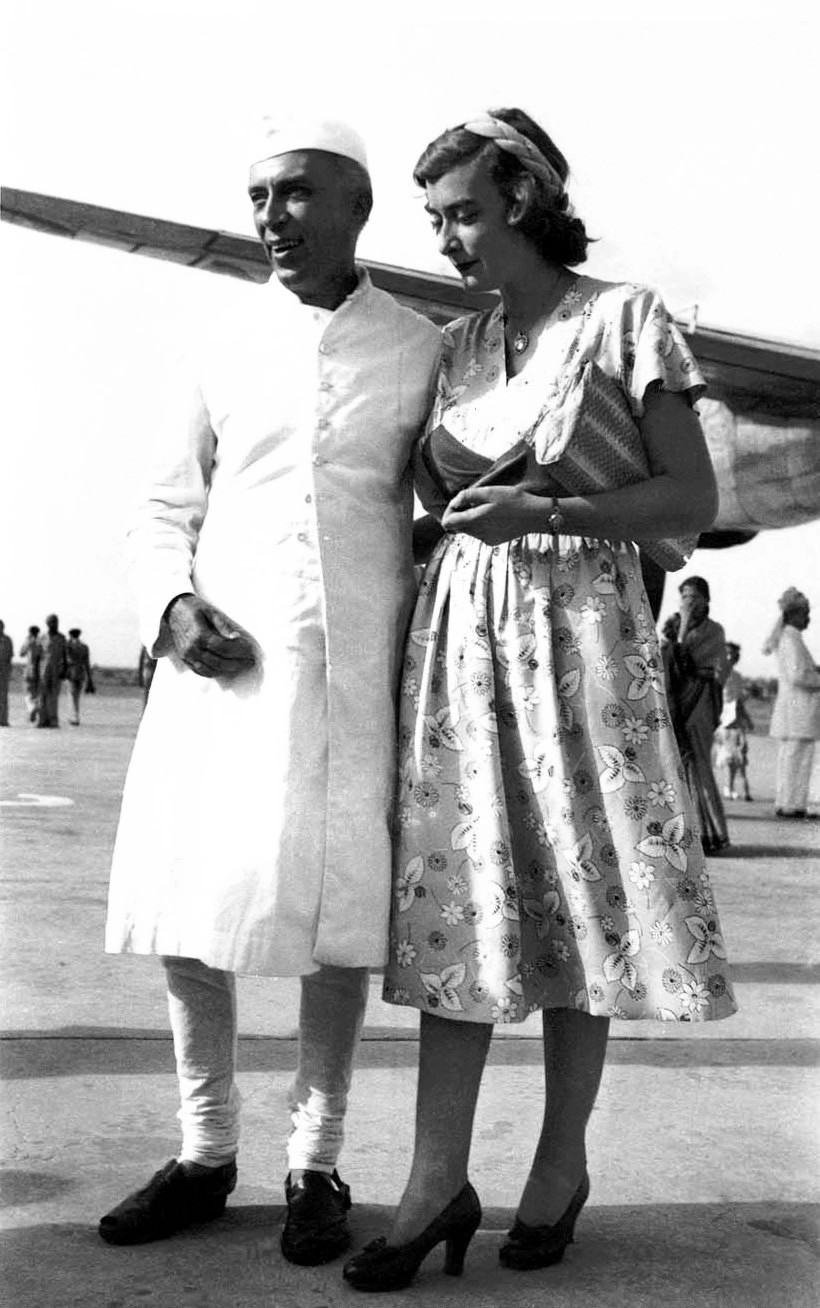
Pamela Mountbatten met Jawaharlal Nehru tijdens haar vertrek uit India, juni 1948.

Pamela Carmen Louise Mountbatten (Barcelona, 19 april 1929) is de jongste dochter van Louis Mountbatten en Edwina Cynthia Annette Ashley.
Ze is de zus van Patricia Knatchbull, 2nd Countess Mountbatten van Birma. Via haar vader is Pamela een volle nicht van prins Philip, de echtgenoot van koningin Elizabeth II van het Verenigd Koninkrijk en vader van de huidige Britse koning Charles III.
Ze werd geboren in het Spaanse Barcelona en ging met haar ouders mee naar India toen haar vader benoemd werd tot onderkoning en later tot gouverneur-generaal van India. 
Ze trouwde op 13 januari 1960 in Hampshire met David Nightingale Hicks (25 maart 1929 – 29 maart 1998), zoon van Herbert Hicks en Iris Elsie Platten.
Pamela Mountbatten en David Hicks kregen drie kinderen:
- Edwina Victoria Louise Hicks (24 december 1961)
- Ashley Louis David Hicks (18 juli 1963)
- India Amanda Caroline Hicks (5 september 1967)

Pamela is 457ste in de lijn van de troonopvolging.

## Titels
- Miss Pamela Mountbatten (1929-1945)
- The Hon. Pamela Mountbatten (1945-1948)
- The Lady Pamela Mountbatten (1948-1960)
- The Lady Pamela Hicks (1960-)